# Dombol
Dombol ili Dombov (mađ. Kastélyosdombó) je selo u južnoj Mađarskoj.
Zauzima površinu od 13,08 km četvornih.

## Zemljopisni položaj
Nalazi se na 45° 57' 16" sjeverne zemljopisne širine i 17° 36' 48" istočne zemljopisne dužine. Nalazi se 3 km sjeveroistočno od Drave i granice s Republikom Hrvatskom. Najbliže naselje u RH je Novi Gradac.
Tomašin je 3 km zapadno-jugozapadno, Gardonja je 1 km jugozapadno, Darány je 2,5 km sjeverozapadno, Išvandin je 5 km sjeverno, Zádor je 2 km, Dekla je 10 km istočno, a Potonja je 2,5 km jugoistočno.

## Upravna organizacija
Upravno pripada Barčanskoj mikroregiji u Šomođskoj županiji. Poštanski broj je 7977.
U Dombolu djeluje jedinica hrvatske manjinske samouprave.

## Kulturne znamenitosti
- dravski dvorac (mađ. Dráva-kastély)

## Promet
Kroz Dombol prolazi željeznička prometnica Barča – Viljan. U Dombolu je željeznička postaja. Državna cestovna prometnica br. 6 je 3 km sjeverozapadno.

## Stanovništvo
Dombov ima 319 stanovnika (2001.). Mađari su većina. Romi čine 5,9%, Hrvati čine 1,9% te ostali. Rimokatolika je 47%, kalvinista je 24%, bez vjere 21% te ostalih. 

## Vanjske poveznice
- Dombol na fallingrain.com